# جاك ديتز
جاك ديتز (بالإنجليزية: Jack Dietz)‏ هو منتج أفلام أمريكي، ولد في 1901، وتوفي في 30 يناير 1969.

## وصلات خارجية
- جاك ديتز على موقع IMDb (الإنجليزية)
- جاك ديتز على موقع قاعدة بيانات الفيلم (الإنجليزية)